# Geuzen (Tachtigjarige Oorlog)
De geuzen waren aanvankelijk Nederlandse edelen, tegenstanders van de Spaanse koning Filips II. Later verwees de term specifiek naar de strijders die te land (bosgeuzen, soms ook wilde geuzen) of te water (watergeuzen) het leger van de koning bevochten.

## Etymologie

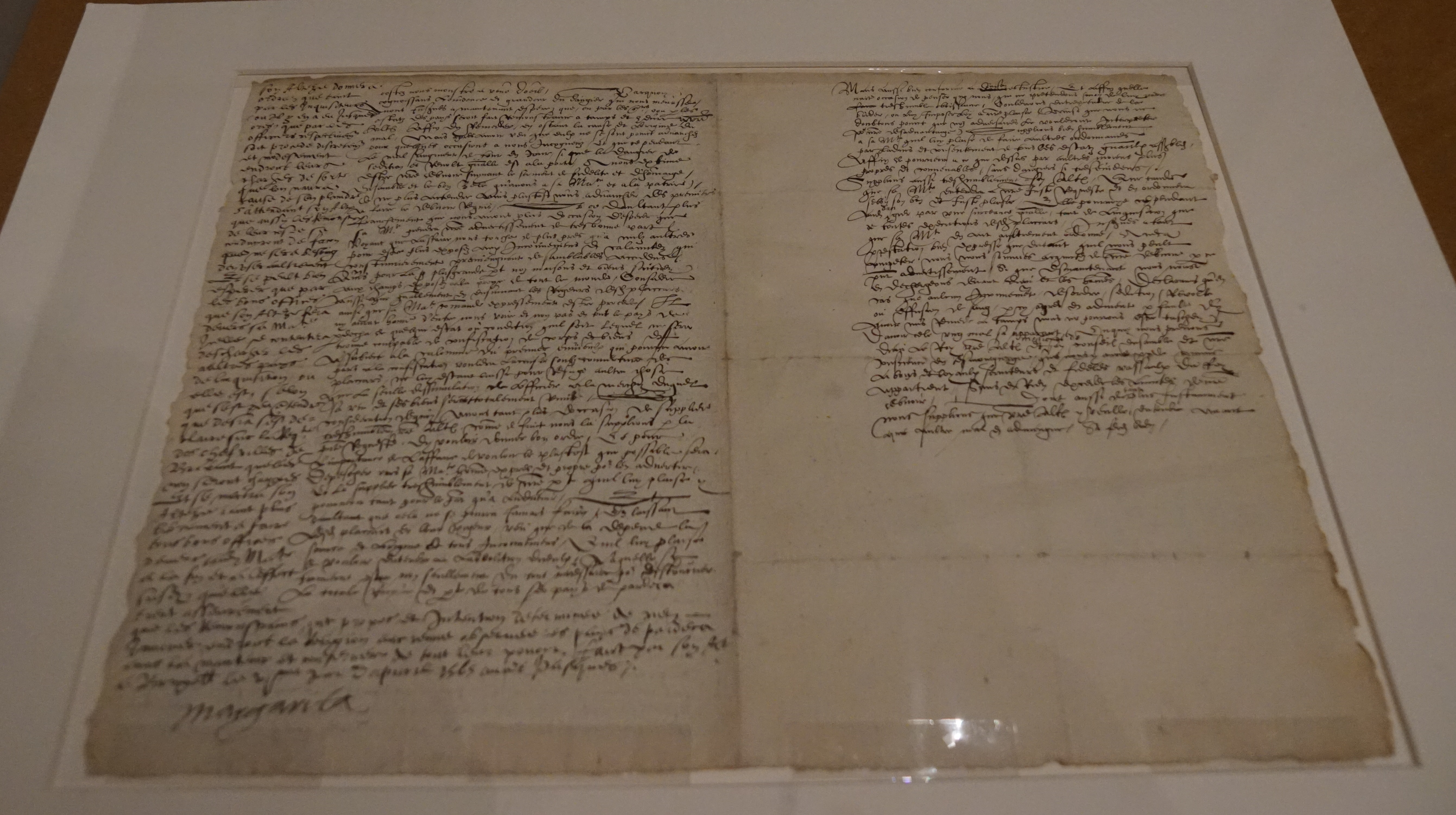
Smeekschrift der Edelen
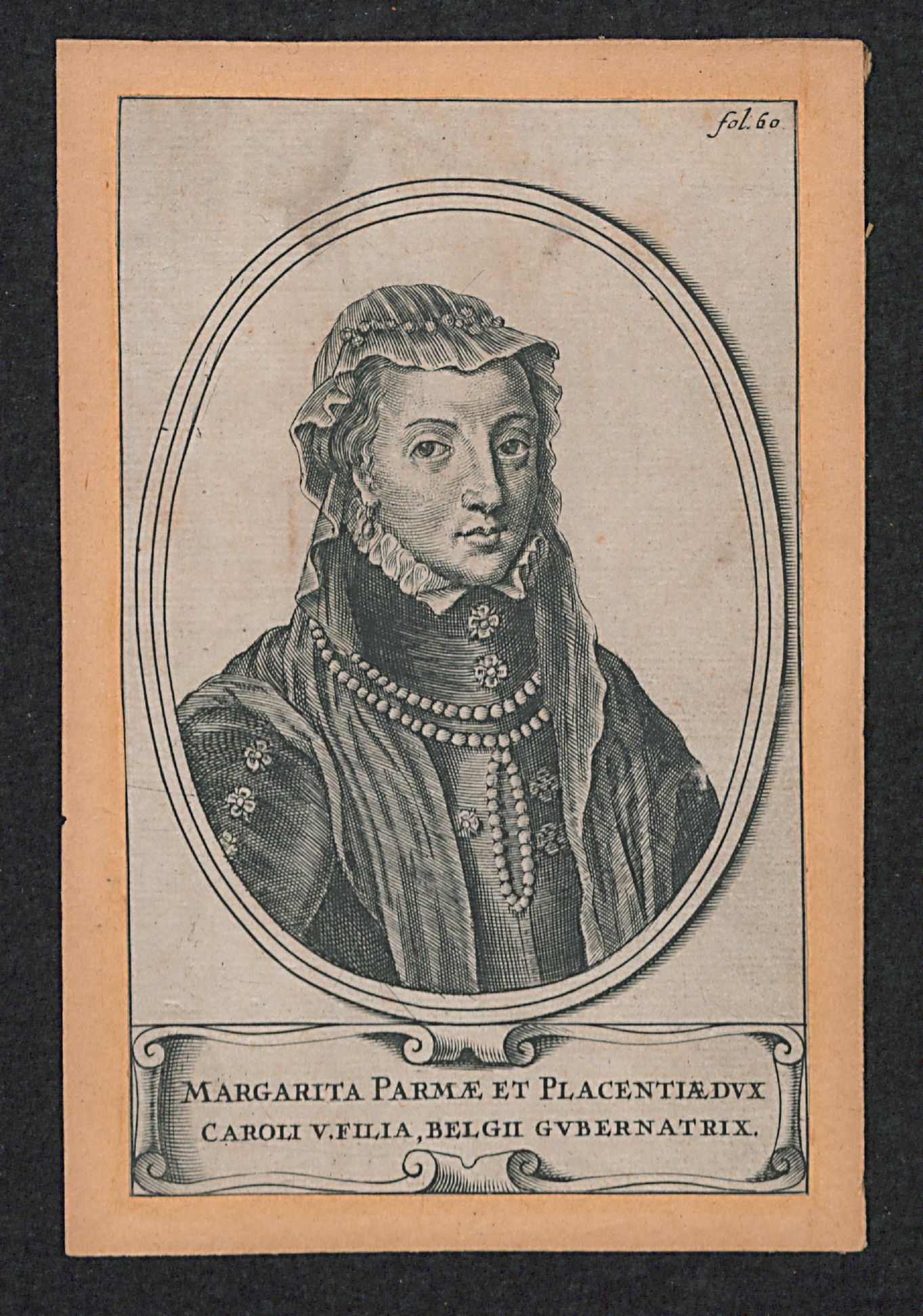
Margaretha van Parma
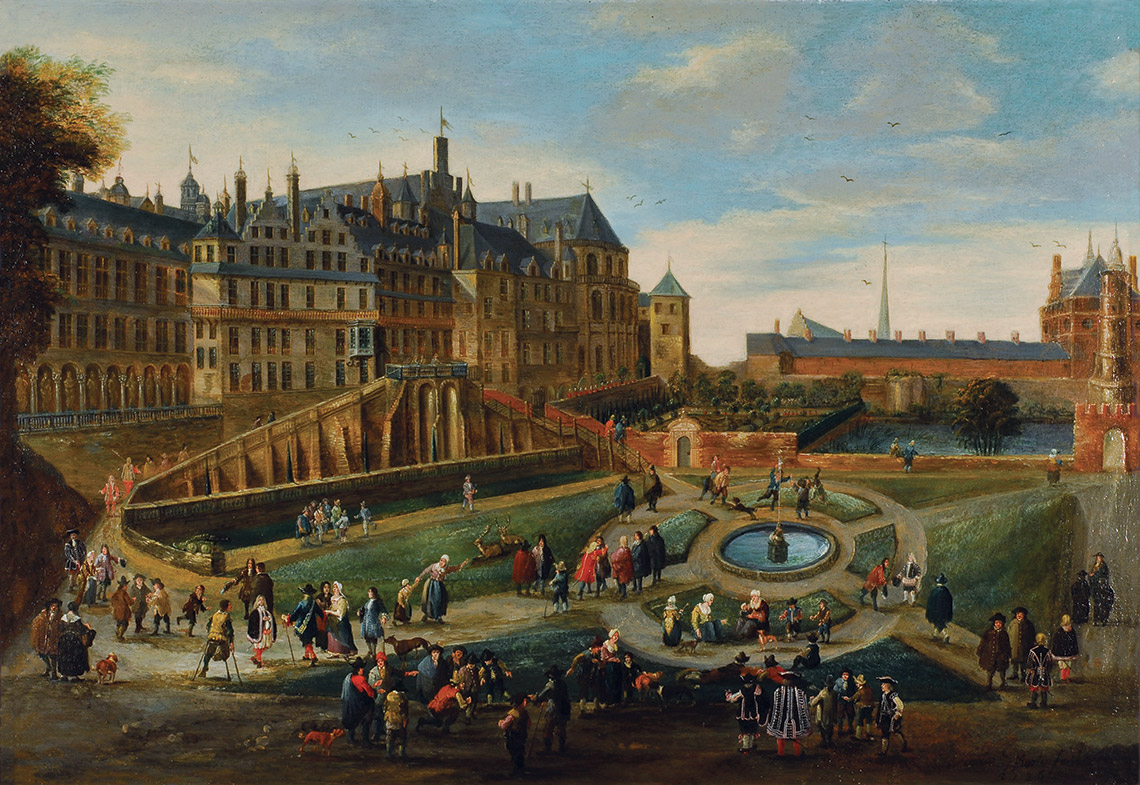
Paleis op de Coudenberg (Brussel)
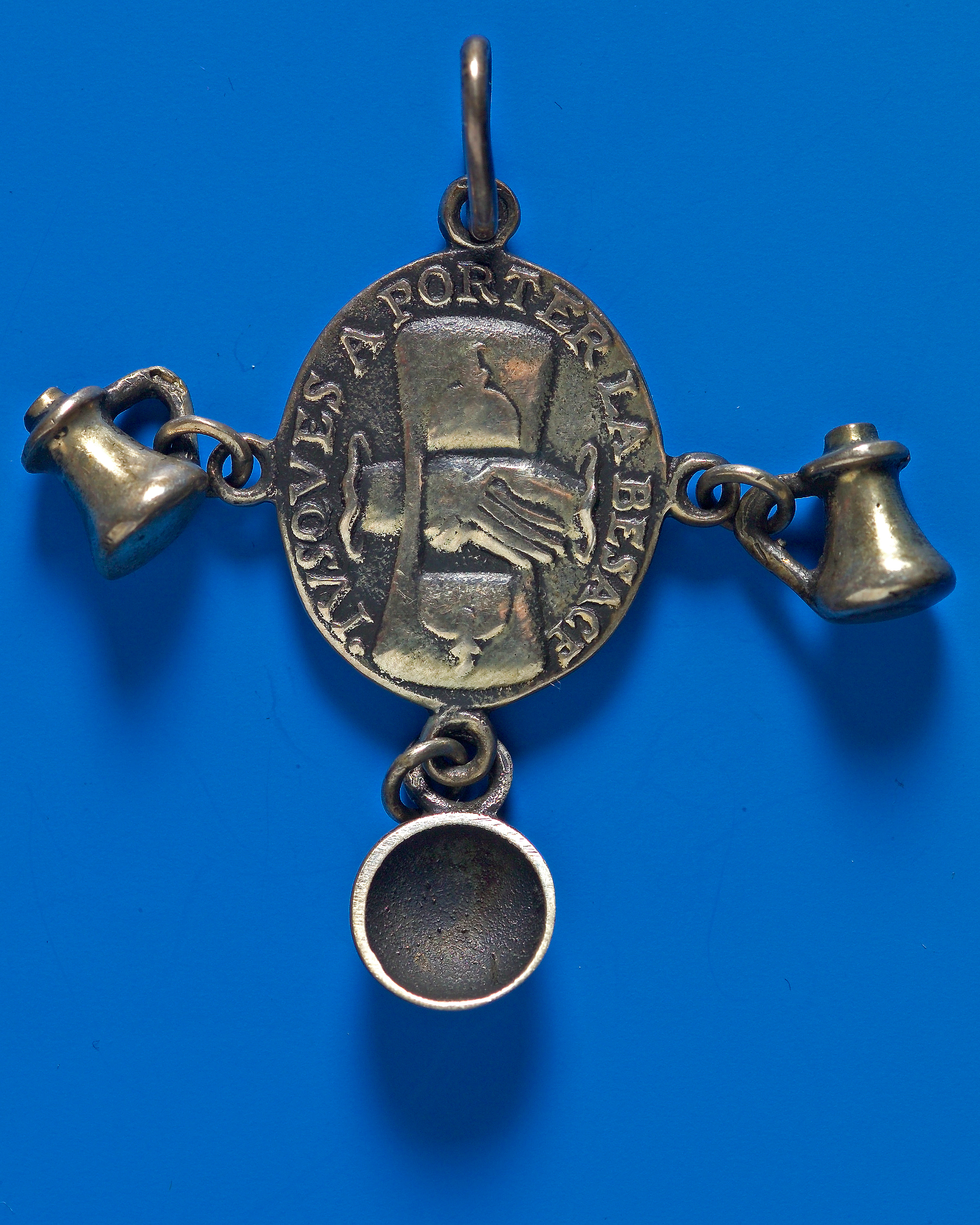
Geuzenpenning, omschrift IVSQVES A PORTER LA BESACE (zelfs tot aan de bedelstaf).
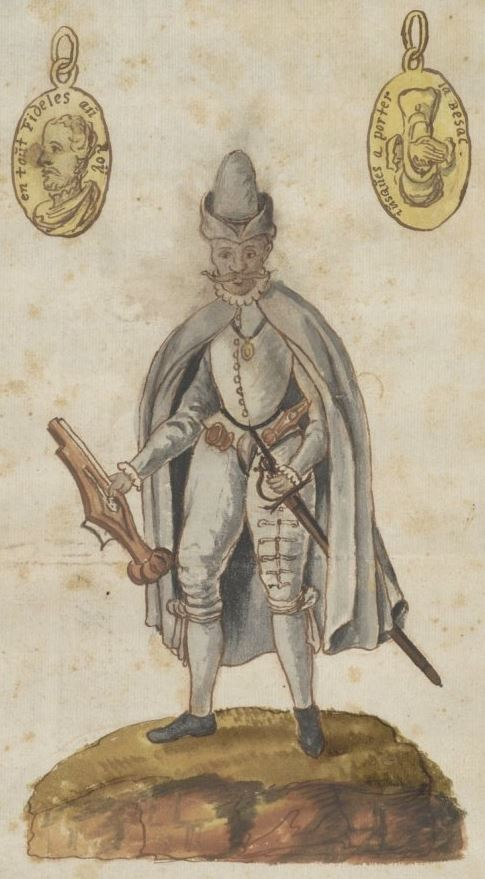
Geuzensymboliek op een 16e-eeuwse pentekening: grijze livrei, geuzenpenning, bedelnap, zwaard, pistool en Turkse snor

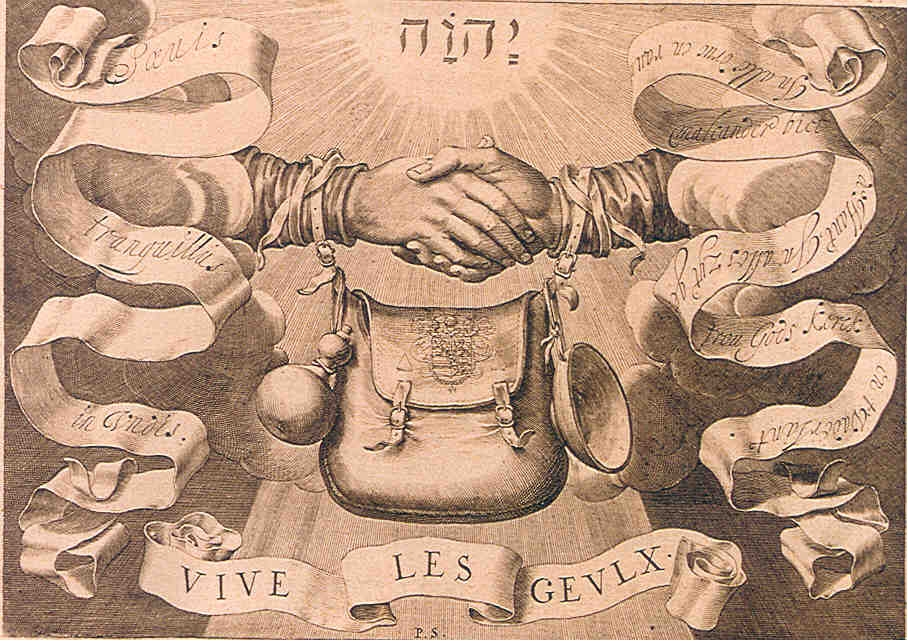
Traditioneel embleem van de Geuzen

 Het woord geus is afgeleid van het Franse gueux. Dat woord betekent armoedzaaier of schooier, maar het kreeg een positieve betekenis voor al wie in die tijden niet Spaansgezind was. Het is mogelijk dat in het Frans uit die tijd de eindletter van gueux nog werd uitgesproken. De oorsprong van de benaming geus ligt waarschijnlijk in de uitspraak die Karel van Berlaymont richtte aan landvoogdes Margaretha van Parma op het moment dat de verenigde lage adel haar een smeekschrift kwam aanbieden (5 april 1566). Traditioneel worden de woorden van Berlaymont weergegeven als: “N'ayez pas peur, Madame, ce ne sont que des gueux” (“Wees niet bang, mevrouw, het zijn slechts bedelaars”). In het oudste verslag, door Jacob van Wesenbeke, zei Berlaymont tegen Margaretha: “Voilà entrer des beaux gueux” (“Zie welke fraaie schooiers daar binnenkomen”). Andere auteurs gaven hierop varianten, terwijl de doorgaans goed geïnformeerde Joachim Hoppers schreef dat het niet bekend was hoe de naam geus was ontstaan. De Spaanse correspondentie van de landvoogdes aan Filips II van Spanje spreekt zich ook uit in die zin en speculeert dat de naam iets te maken had met de Goten. Die hypothese wordt door moderne taalkundigen ernstig genomen.
Het schimpwoord van Berlaymont – aangenomen dat hij het daadwerkelijk uitsprak – was bedoeld om de landvoogdes gerust te stellen over de geringe slagkracht van de verenigde aristocratie, die haar onder leiding van Hendrik van Brederode het smeekschrift aanbood. De tegenstanders van de Spanjaarden, in het begin voornamelijk calvinisten, namen het scheldwoord over en veranderden het daarmee van een pejoratieve in een positieve benaming. Dit zou gebeurd zijn op het geuzenbanket in het Hof van Culemborg, eveneens beschreven in de versleutelde correspondentie van de landvoogdes. De opstandige edelen zaten er aan tafel met de bedelzak om de nek, wat erop zou wijzen dat ze zich de geuzennaam al voordien hadden toegeëigend.
Wat er historisch ook van zij, de term geuzennaam wordt nog altijd op de traditionele manier gebruikt (een scheldnaam die door de geviseerde wordt omgebogen en met trots toegeëigend). Zie ook Geuzenpenning (prijs) en voor de uitvoering van vroege geuzenpenningen Geuzen- en aanverwante penningen.

## Geschiedenis
De geuzen waren van afkomst zeer gemengd. De geuzenvloot bestond vooral uit verarmde adel die verbeurdverklaarde bezittingen terug wilde (zoals Arent VII van Duivenvoorde) met daarbij avonturiers, werkloze zeelui en marginale elementen, zelfs gewone misdadigers. De geuzenvloot was in de periode 1567-1572 het enige werkelijk effectieve machtsmiddel dat prins Willem van Oranje tegen de Spaanse koning kon inbrengen. Vooral in 1572 bleek de grote betekenis van deze geuzenvloot.

### De eerste geuzen
Op 27 december 1566 werden Vlaamse calvinisten en geuzen uitgemoord te Wattrelos. Deze watergeuzen werden door Willem van Oranje, wiens bezittingen verbeurd verklaard waren, voorzien van kaperbrieven.

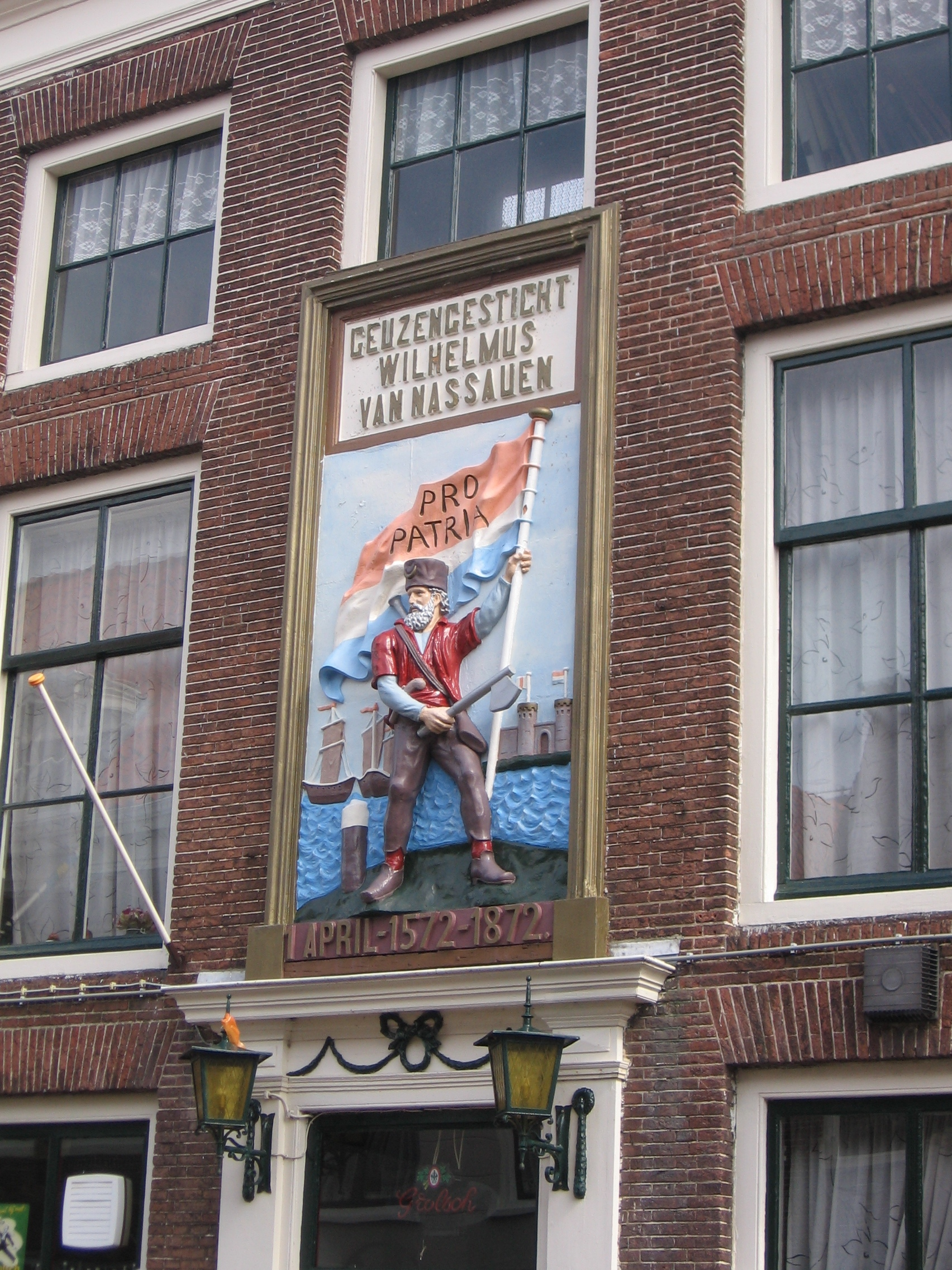
Gevel in Brielle

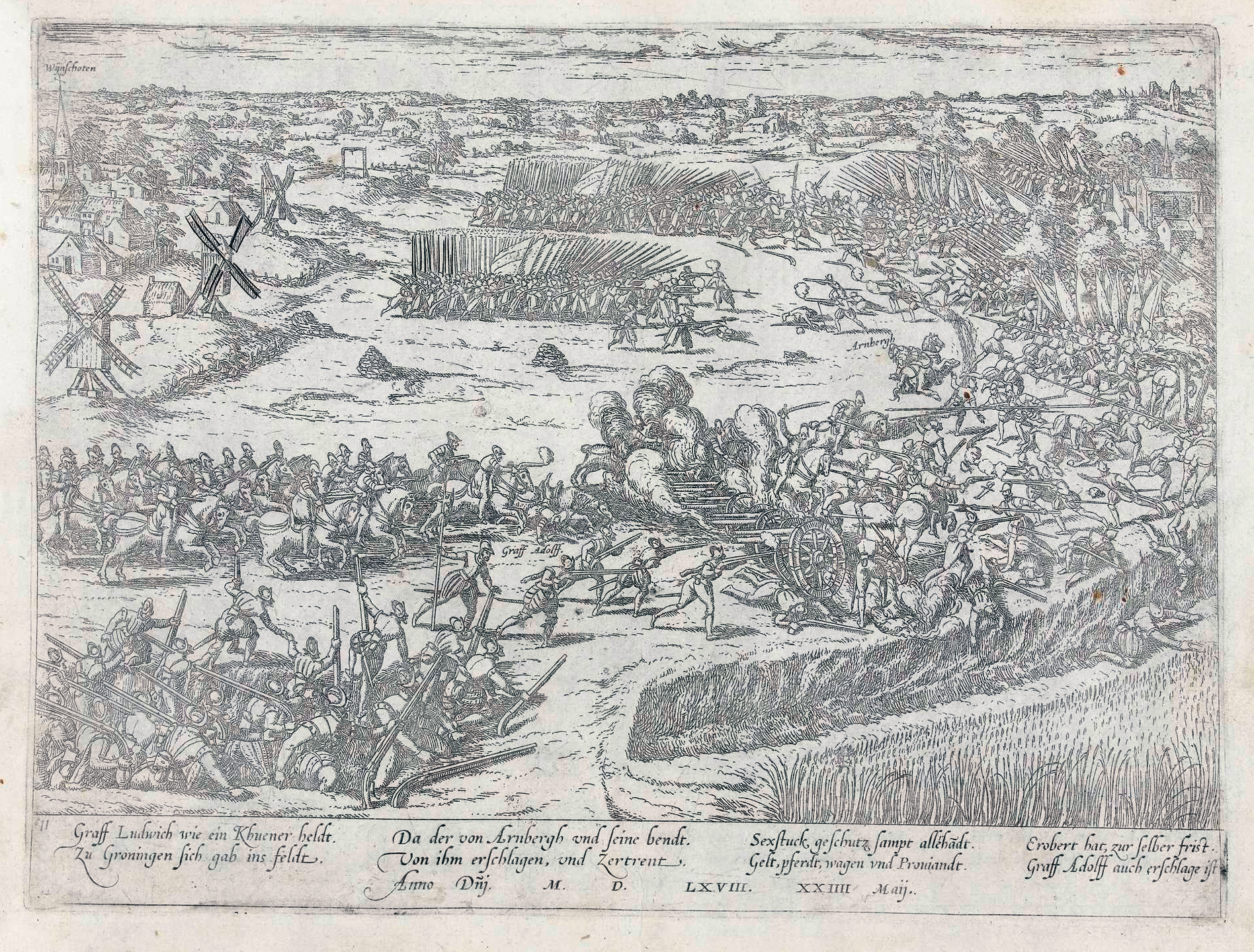
Slag bij Heiligerlee

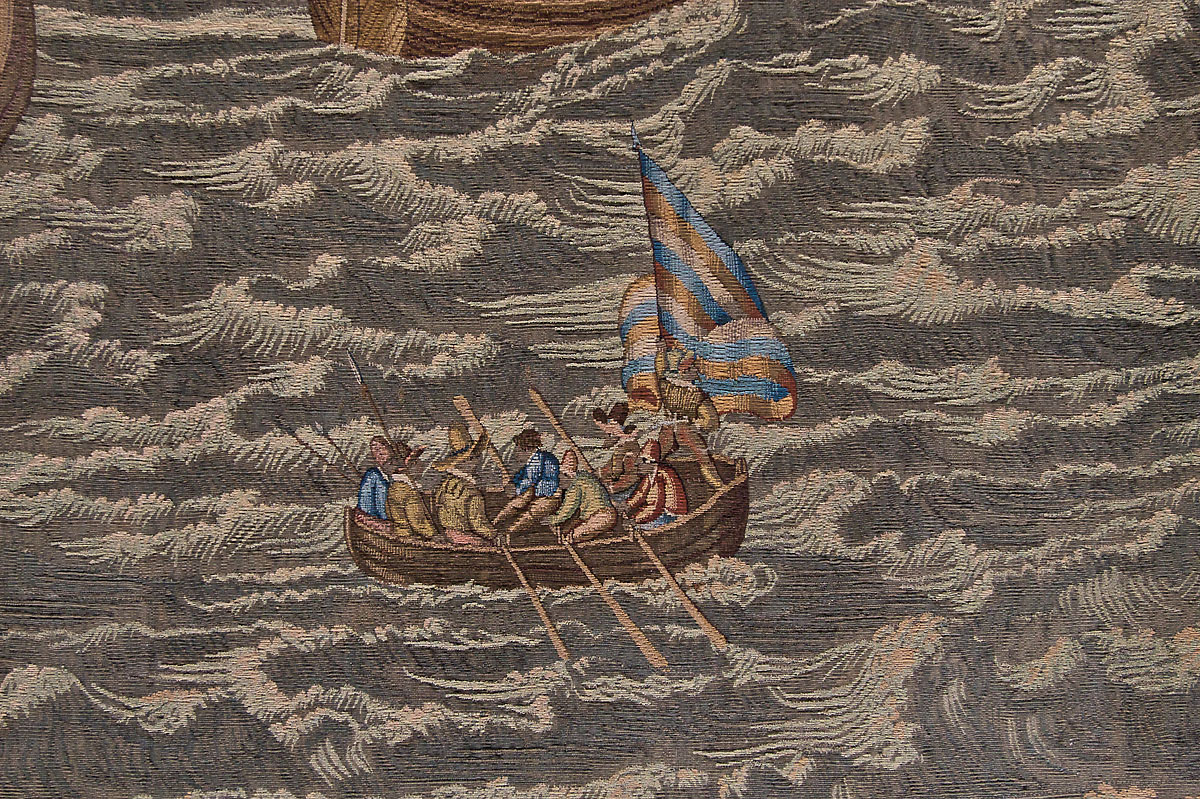
Watergeuzen in een sloep bij de Slag bij Lillo op een 16e-eeuws wandtapijt

De geuzen begonnen in de traditie van Frans van Brederode, Grote Pier en Wijerd Jelckama. De hertog van Alva reageerde op de aanvallen met het konvooieren en bewapenen van koopvaardijschepen, een geslaagde tactiek uit de periode van de oorlogen met Frankrijk tien jaar eerder. De poging van Lodewijk van Nassau om Groningen te veroveren, de Slag bij Heiligerlee (1568), markeerde het ontstaan van de Watergeuzen. Zij zorgden voor de bevoorrading van de troepen en kaapten Hollandse schepen. Daarop gaven Alva en Maximiliaan van Hénin-Liétard opdracht om schepen uit te rusten om tegen de kaperij van de geuzen op te treden, waarvoor Amsterdam drie karvelen en een boeier leverde. Tijdens de eerste zeeslag van de Tachtigjarige Oorlog die volgde, behaalde de sterkere geuzenvloot in juli 1568 een overwinning op het Hollandse eskader van viceadmiraal Francois van Boshuizen in de Zeeslag op de Eems.

### Geuzenplunderingen 1569-1571
Na de verloren Slag bij Jemmingen was er van de samenhang van de Watergeuzen niet veel over. Doordat Holland echter niet bereid was de kosten te dragen van de door Alva gewenste Bourgondische vloot, was er in 1569 geen tegenstand waardoor Dolhain, een hugenoot, in 1569 tientallen schepen kon nemen op het Vlie. Bossu wist de geuzen daarna uit het noorden te verdrijven, maar moest vervolgens de vierde bruid van Filips II, Anna van Oostenrijk (1549-1580), naar Spanje escorteren. Op de terugweg, eind december 1570, kwam hij aan in La Rochelle om beschutting te zoeken voor het zware weer. La Rochelle was echter een centrum voor hugenoten geworden en Lodewijk van Nassau bevond zich hier, waarop een artillerieduel volgde.
Aangezien de commandant van de watergeuzen, Louis de Bergues, broer van Dolhain, tegen de afspraken in neutrale schepen bleef overvallen, benoemde Willem van Oranje in augustus 1570 Guislain de Fiennes, heer van Lumbres (Artesië), als admiraal, de eerste van de gehele geuzenvloot. Deze had contacten met Elizabeth I van Engeland. De geuzen mochten ook gebruikmaken van Engelse havens. Hij was evenwel geen zeeman, maar moest met zijn diplomatieke gaven van de geuzen een eenheid maken. Ondanks plannen voor een grootscheepse aanval komt men niet verder dan de verovering van Texel onder leiding van Lancelot van Brederode, halfbroer van Hendrik van Brederode.
In het voorjaar van 1571 plunderden de geuzen Monnickendam, Schellingwoude en omgeving. Een paar van deze schepen rustte ook de watergeus Lenaert Jansz de Graeff uit, die zich later met de vloot van Willem van der Marck bij de inname van Den Briel verenigden. Als reactie hierop werd een deel van de Spaanse soldaten in Utrecht naar Holland overgebracht en op 21 mei liet Alva elf schepen uitvaren onder Boshuizen, die een maand later de geuzen versloeg bij Emden. De hoofdmacht van de geuzen in het Kanaal ontvluchtte Boshuizen naar Dover.
Voor de tweede maal zijn er plannen voor een grote aanval met behulp van Karel IX van Frankrijk, de hugenoten en Elizabeth I, waar echter niets van kwam, doordat veel kapiteins meer voordeel zagen in de kaapvaart. De Fiennes trok zich daarom terug en werd opgevolgd door Willem van der Marck, bekend als heer van Lumey.

### De Geuzenopstand

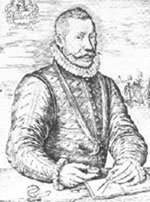
Willem Bloys van Treslong

Ondertussen wilde Elizabeth de relaties met Spanje verbeteren en verdreef de geuzen uit de Engelse havens. Een van de gevolgen was de inname van Den Briel op 1 april 1572, door de watergeuzen onder aanvoering van Bloys van Treslong en Willem II van der Marck en Lumey door de Noordpoort. Het wordt wel gezien als het begin van de opstand in de Nederlanden, maar voor Alva was het verlies van Vlissingen op 6 april schokkender. Vanaf hier maakten de bosgeuzen zich los van de watergeuzen; onder leiding van Jacob Blommaert trokken zij door Vlaanderen en veroverden Oudenaarde op 7 september.
Ondertussen verbreidde de opstand zich over de gewesten Holland en Zeeland, met uitzondering van de steden Middelburg, Amsterdam en Goes. Bovendien kregen de geuzen steun van Willem van Oranje, die zijn tweede invasie begon vanuit de oostelijke Nederlanden.
In juni 1572 sloot Enkhuizen zich aan bij de opstandelingen. De gewesten Holland en Zeeland en de Gelderse steden Zaltbommel en Buren sloten de Unie van Dordrecht.
Doordat Den Briel, Vlissingen en Enkhuizen zich bij de opstand hadden aangesloten, hadden de geuzen de controle over de handelsroutes. Een ander gevolg was dat deze watergeuzen niet meer hoefden rond te zwerven. Ze vielen nu onder de magistraten van deze steden, die ook zorgden voor de financiering van de opstand. Op de eerste vrije vergadering van de Staten van Holland werd besloten alle commissiebrieven in te trekken. Ook probeerde men zich te ontdoen van de ongedisciplineerde elementen die de opstand schade berokkenden. Op grote schaal werden namelijk katholieke burgers en geestelijken vermoord en kloosters geplunderd. Willem van Oranje ontsloeg Van der Marck en Lumey voor de moord op de Martelaren van Gorcum. Van een opstand door het gewone volk was echter geen sprake.

### Latere jaren
De Slag op de Zuiderzee werd aangevoerd door Cornelis Dirkszoon, burgemeester van Monnickendam. Al op 11 oktober 1573 werd de Spaanse admiraal Bossu gevangengenomen.
Bij het ontzet van Alkmaar en Leiden waren de watergeuzen van vitaal belang.
Op 29 januari 1574 versloegen de geuzen de Spaanse vloot op de Oosterschelde in de Slag bij Reimerswaal, op 19 februari werd Middelburg door geuzen veroverd.
De betekenis van de watergeuzen tijdens de eerste jaren van de Tachtigjarige Oorlog kan moeilijk worden overschat. Dankzij de inname van Den Briel en de daaropvolgende Geuzenopstand wisten zij de Staatse partij vaste grond te bieden in de strijd tegen de Spanjaarden, waar Willem van Oranje ondanks zijn eigen inzet niet in was geslaagd.

## Namen van (Water)geuzen
- Lancelot van Brederode
- Frederik Philipszoon van Dorp
- Jan Haring
- heer van Lumey
- Hans Onversaegd
- Diederik Sonoy
- Bartholt Entens van Mentheda
- Adriaen van Swieten
- Bloys van Treslong
- Wolter Hegeman
- Adam van Haren

## Voetnoten
1. ↑  Anton Van der Lem, N'ayez pas peur Madame, ce ne sont que des gueux, Dutch Revolt (bezocht 6 december 2017)
2. ↑  "Relation en chriffres, envoyée par la duchesse de Parme au Roi, avec sa dépêche du 13 avril 1566", in: Correspondance de Philippe II sur les affaires des Pays-Bas, 1848, p. 408-409: Viva le geu, que es un apellido que ay entre ellos, y no se sabe aun lo que quiere significar, mas de que getz es propriamente picaño. Algunos dizen que lo atribuyen al nombre que quieren tomar de los Godos. Gearchiveerd op 16 juli 2023.
3. ↑  Walter Thys, Les gueux étaient-ils des Goths?, in: Études Germaniques, 2006, nr. 4, p. 617-627. Gearchiveerd op 17 april 2023.